# پیشینه رصد مریخ

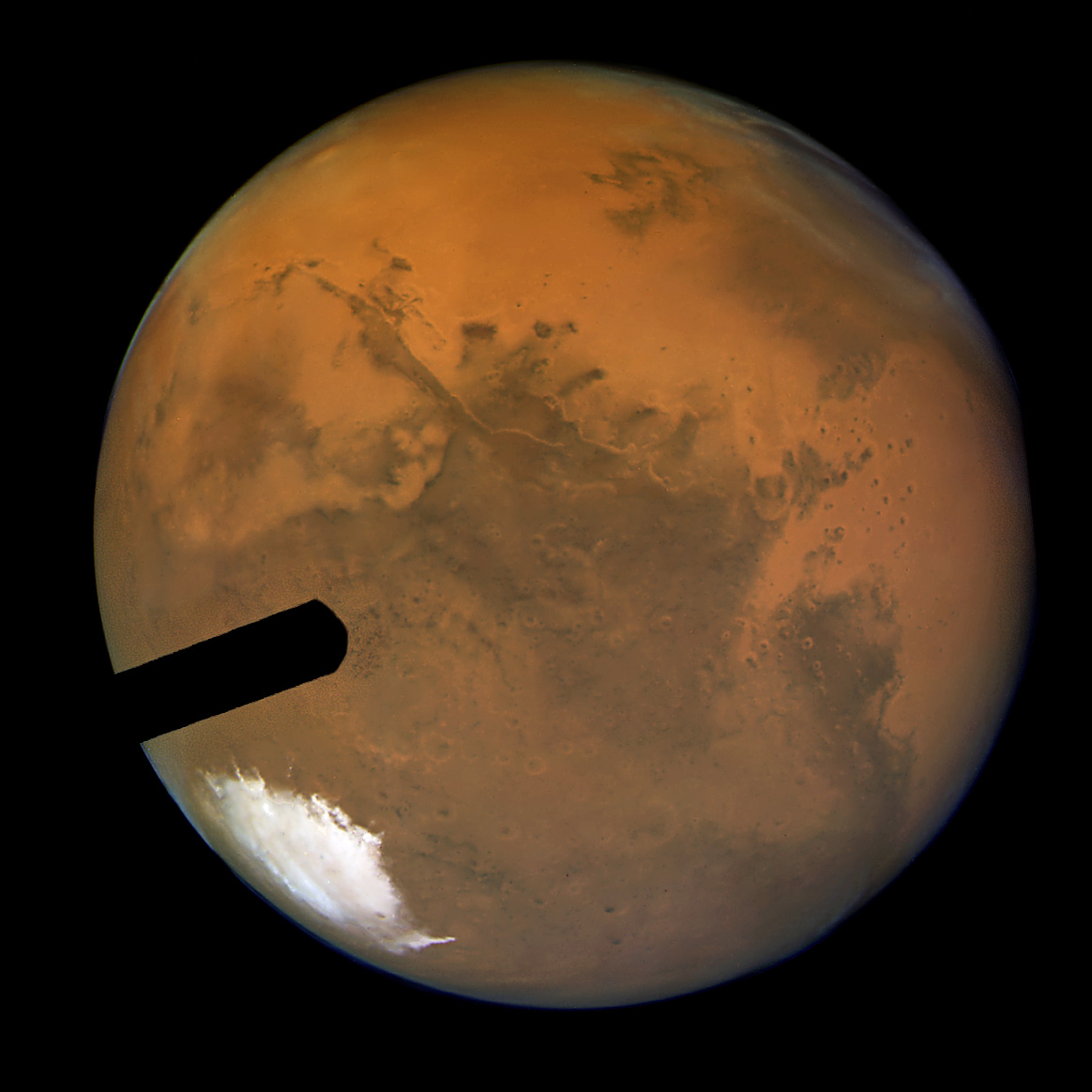
واضح‌ترین نمایش هابل از مریخ: توسط دوربین پیشرفتهٔ نقشه‌برداری

تاریخ ثبت‌شده از درنگریستن سیارهٔ مریخ به دوران اخترشناسان مصر باستان در هزارهٔ دوم پیش از میلاد بازمی‌گردد. یادداشت‌های اخترشناس چینی دربارهٔ حرکات مریخ پیش از تأسیس دودمان ژو (۱۰۴۵ پیش از میلاد) ظاهر شد. مشاهدات مفصل دربارهٔ موقعیت مریخ توسط اخترشناسان بابل انجام شد که برای پیش‌بینی موقعیت آینده این سیاره روش‌های حسابی را تهیه کردند. فیلسوفان یونان باستان و اخترشناسان هلنیستی برای توضیح حرکات این سیاره یک مدل زمین‌مرکزانه تهیه کردند. اندازه‌گیری قطر زاویه‌ای مریخ را می‌توان در متون یونان باستان و هندی یافت. در قرن شانزدهم، نیکلاس کوپرنیک نظریهٔ خورشیدمرکزی را برای منظومهٔ خورشیدی پیشنهاد کرد که در آن سیارات مدارهای دایره‌ای در مورد خورشید را دنبال می‌کنند. این نظریه توسط یوهانس کپلر مورد بازنگری قرار گرفت و مدار بیضی را ارائه داد که با دقت بیشتری به داده‌های مشاهده برای مریخ دسترسی داشت.
نخستین مشاهدات تلسکوپی مریخ توسط گالیلئو گالیله در سال ۱۶۱۰ انجام شد. در طی یک قرن، اخترشناسان ویژگی‌های جداگانه‌ای از آلبدو را بر روی کرهٔ زمین از جمله تیره تاریک سیرت بزرگ و کلاهک‌های یخی قطبی کشف کردند.
آن‌ها قادر به تعیین دورهٔ چرخش سیاره و انحراف محوری بودند. این مشاهدات در درجهٔ اول در طول فواصل زمانی ساخته شده بودند زمانی که سیاره در مقابله سیاره‌ای به خورشید واقع شد.
نخستین نقشهٔ خام مریخ در سال ۱۸۴۰ و به دنبال آن نقشه‌های تصحیح‌شده‌تر از سال ۱۸۷۷ به بعد منتشر شد. هنگامی که ستاره‌شناسان به اشتباه فکر می‌کردند که خط طیف نوری از آب در جو مریخ را تشخیص داده‌اند، که موجب به وجود آمدن ایدهٔ محبوب وجود حیات در مریخ در میان مردم شد.
پرسیوال لوول معتقد بود که می‌تواند شبکه‌ای از کانال‌های مصنوعی را در مریخ ببیند. این ویژگی‌های خطی بعداً به نظر می‌رسید که یک خطای دید است، و جو آن برای پشتیبانی از یک زیست‌پذیری سیاره‌ای بسیار نازک بود.

## نخستین پیشینه

با عبور از زمین مریخ، سیارهٔ دوم به‌طور موقت به نظر می‌رسد که حرکت خود را بر روی آسمان معکوس کند